# Venäläinen
Venäläinen är ett finskt efternamn som är en diminutiv form av namnet "Venäjä" (Ryssland), och betyder "ryss", "person från Ryssland" eller ortodoxa.
Namnet har ursprungligen använts om personer som tillhör ett samfund, familj, släkt, stam eller nation som är ryskt. I främmande miljö har detta ursprung blivit ett skiljenamn. Troligen har flera kareler fått detta namn. 
Släktnamnet är särskilt vanligt i östra Finland, fr.o.m. 1500-talet är namnet rikligt belagt i Savolax och Karelen. Från 1484 nämns en Påfwell Wenala i Tulois. 